# Andalgalomys roigi
Andalgalomys roigi és una espècie de mamífer rosegador de la família dels cricètids. És endèmic del centre-oest de l'Argentina, on viu a altituds d'entre 300 i 1.000 msnm. Té una llargada de cap a gropa de 75-113 mm, una cua de 85-135 mm i les potes posteriors de 21-25 mm. Probablement es tracta d'un animal nocturn. La Unió Internacional per a la Conservació de la Natura (UICN) el classifica com a subespècie de A. olrogi.
L'espècie fou anomenada en honor del naturalista argentí Virgilio Germán Roig.